# Zoè Zaützena
Zoè Zaützena, en grec antic Ζωή Ζαούτζαινα, va ser la segona esposa de l'emperador romà d'Orient Lleó VI el Filòsof. Era filla d'Estilià Zaützes (Στυλιανὸς Ζαούτζης), un aristòcrata i alt funcionari de la cort del seu marit.

## Amant imperial
Segons les cròniques de Teòfanes continuat, una obra escrita per diferents autors amb la intenció de continuar l'obra de Teòfanes el Confessor, Zoè es va casar per primera vegada amb un personatge obscur de la cort anomenat Teodor Gouniatzizes. Després es va convertir en l'amant oficial de l'emperador Lleó VI quan el seu marit va morir. Segons les cròniques de Teòfanes continuat, Teodor s'hauria enverinat per ordre de Lleó VI, que volia desfer-se del seu rival. L'historiador romà d'Orient Simeó Metafrastes indica que Lleó VI s'havia enamorat de Zoè durant el tercer any del seu regnat, i es van fer amants cap al 889. Aleshores, Lleó estava casat amb Teòfano Martinàcia, una noia filla de Constantí Martinaci. El matrimoni havia estat organitzat pel seu pare, el difunt emperador Basili I el Macedoni. Tot i així, sembla que el matrimoni no era feliç, Lleó VI va abandonar la seva dona i Teòfano va passar la resta dels seus dies resant i escrivint salms.

## Emperadriu
Durant el setè any del seu regnat, cap al 893, Teòfano es va retirar a un monestir, a un dels convents del voltant del Palau de Blaquernes, a Constantinoble. No se sap del cert si aquesta decisió va ser voluntària, ja que Teòfanes continuat i Simeó Metafrastes són més aviat imprecisos sobre aquest tema. Zoè la va substituir immediatament al palau i en les seves obligacions amb la cort imperial. L'estatus de Zoè entre el 893 i el 897 és controvertit en les fonts existents. Segons l'historiador romà d'Orient Simeó, el matrimoni de Lleó VI i Teòfano s'hauria cancel·lat oficialment el 893, cosa que hauria permès a Lleó i Zoè casar-se l'any següent el 894. Però les cròniques de Teòfanes continuat afirmen al contrari que el seu matrimoni encara durava, i que Zoè va seguir sent l'amant de l'emperador. Totes dues fonts coincideixen en dir que el pare de Zoè, Estilià Zaützes, va pujar ràpidament dins de la jerarquia de la cort imperial, i fins i tot va obteninr el títol de βασιλεοπάτωρ (basleopàtor) (pare de l'emperador), funció que va ocupar fins a la seva mort el 899. Teòfano va morir al monestir on s'havia retirat el 10 de novembre del 897. Segons les cròniques de Teòfanes continuat, Lleó VI i Zoè s'haurien casat aquell any. Després de la mort de Teòfano, Zoè va ser coronada Augusta, cosa que confirmen tant Simeó Metafrastes com Teòfanes continuat.

## Mort
Zoè va morir l'any 899. Segons la col·lecció De Ceremoniis (Ἔκθεσις τῆς Βασιλείου Τάξεως) escrita per l'emperador Constantí VII, va donar a llum dues nenes. Lleó VI no tenia cap fill mascle i la seva successió no estava assegurada. Segons Simeó, Zoé va ser enterrada al temple de Santa Zoè, però De Ceremoniis indica que l'haurien enterrat a l'Església dels Sants Apòstols amb Lleó VI, Teòfano i la tercera esposa de Lleó VI, Eudòxia Baiana. Si les dues referències són certes, s'hauria traslladat el cos de Zoè per enterrar-la amb el seu marit.

## Fills
Segons el llibre De Ceremoniis escrit per l'emperador Constantí VII, Lleó VI i Zoè haurien tingut almenys dues filles. Diferents còpies del text mencionen la segona filla amb dos noms diferents:
- Anna, la primera filla de la cort imperial, hauria mort molt jove. Va ser enterrada amb el seu pare i la seva mare a l'església Sants Apòstols.
- Anna o Eudòxia, la segona filla. Eudòxia era el nom de l'unica filla única de Lleó VI i la seva primera esposa, Teòfano, mentre que Anna és el nom de la primera filla de Lleó VI i Zoe. Per tant, és possible que aquesta segona nena rebés el nom d'una germana o mitja germana ja difunta.

Una carta escrita per Nicolau I el Místic indica que s'havien iniciat negociacions per casar aquesta segona filla amb Lluís III el Cec, encara que cap font permet indicar si les negociacions van tenir èxit i si el matrimoni va tenir lloc realment. No obstant això, alguns genealogistes assumeixen que Carles Constantí de Viena seria un fill d'aquest matrimoni, ja que s'hauria casat realment amb Anna de Constantinoble, que es creu que podria ser aquesta segona noia.